# Frédéric Leclercq

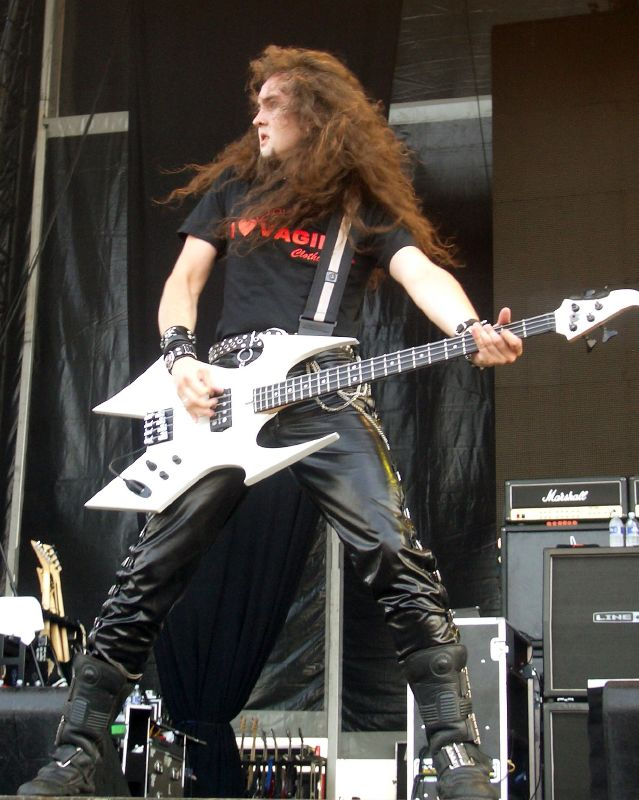
Frédéric Leclercq

Frédéric Alexandre "Fred" Leclercq (Charleville-Mézières, 23 juni 1978) is een Franse muzikant en producent. Hij is de voormalig bassist van de Britse powermetal-band DragonForce (2005-2019). Hij is sinds 2019 bassist in de Duitse thrashmetal-band Kreator. Hij vormde met de Japanse bassiste Saki de formatie Amahiru en zij brachten in 2020 het debuutalbum Amahiru uit. Daarnaast is hij sinds 2016 gitarist en songwriter in de deathmetal-supergroup Sinsaenum.

## Invloeden
Leclercq wordt geïnspireerd door verschillende gitaristen, zoals: Uli Jon Roth, Adrian Smith, Trey Azagthoth, en Marty Friedman.